# تووژتین
تووژتین (به لاتین: Toužetín) یک منطقهٔ مسکونی در جمهوری چک است که در ناحیه لوونی واقع شده‌است. تووژتین ۷٫۳۶ کیلومتر مربع مساحت و ۳۰۵ نفر جمعیت دارد و ۳۳۷ متر بالاتر از سطح دریا واقع شده‌است.